# 藤崎もえ
藤崎 もえ（ふじさき もえ、1986年12月28日 - ）は、日本のAV女優（企画女優）。神奈川県出身。POPSTARグループ所属。

## 略歴
2007年にAVデビュー。

## 出演作品

### アダルトビデオ
2007年
- 少女伝説 07 （11月22日、プレステージ）
- 先生のいやらしい営み （12月25日、オーロラプロジェクト）

2008年
- 都内近郊 ギャル集団 エンコーオヤジ狩り （1月5日、GARCON）
- jk 005 （1月11日、ゴーゴーズ）
- Fairy Doll フォー・スマイル （1月18日、スマイリー）
- カノジョ （1月25日、オーロラ・プロジェクト）
- Very nude ワタシドキュメント （2月23日、フリービジョン）…オムニバス作品
- ワイセツ、責められ妻。 2 （3月8日、フリー）
- 「射精論」 （3月20日、SODクリエイト）
- 「間違えたフリして女子校通学バスに乗り込んでヤられた」 VOL.5 （3月25日、DANDY）
- SEX FRIENDS （3月25日、オーロラ・プロジェクト）
- 膣内射精好きな童顔OLにドピュっと中出し! （3月29日、コージィ）
- ソフト・オン・デマンド 就職浪人救済企画 コネ狙い!! 王様ゲーム 3 （4月4日、SODクリエイト）
- 混浴露天風呂で女の子と仲良くなって、セックスできるのか!? （4月17日、ROCKET）…オムニバス作品
- 美脚ミニスカ 01 （4月25日、クリスタル映像）…オムニバス作品
- パンフェラ Vol.03 （4月25日、ナチョス）…オムニバス作品
- 本物カップル チンチンマンマン当て選手権 （5月1日、プレステージ）
- 暮らしに役立つHな実演販売 （5月8日、V&Rプロダクツ）
- プロレスエロス××× ザ・セックス 7 （5月11日、煩悩寺）…オムニバス作品
- 実録!女友達の痴態 3 ～お漏らし編～ （5月15日、ジャネス）…オムニバス作品
- トイレ痴漢 10 （5月22日、ナチュラルハイ）…オムニバス作品
- 淫欲に犯される美少女 （6月1日、グラフィス）
- チョットそこのお嬢さん見て触って これが野外シコらせの限界!赤面続出!お千擦り箱くんがイク! （6月5日、Hunter）…オムニバス作品
- あしのうらこちょこちょ NO.44 （6月6日、Smile Lab）…オムニバス作品
- グラビア美少女のベロ性感回春エステ 3 （6月7日、ラハイナ東海）…オムニバス作品
- ウブな女子店員にドッキリ企画 ハレンチ試着室 （6月19日、アイエナジー）
- テニス部新入部員の白アンスコにぶっかけちゃえ 7 （6月20日、ウィッシュ）
- お座敷 大乱交 社員旅行 wiht 御得意様 （7月4日、SODクリエイト）
- 競パンもっこりオナニー 5 （7月11日、快奇堂）…オムニバス作品
- 女子校生性感ポルチオマッサージ VOL.4 （7月14日、ラハイナ東海）…オムニバス作品
- BALLOONオナニー VOL.11 （7月18日、STUDIO LOON）…オムニバス作品
- 昼休みに万引きを犯したタイトスカートのOLに脅迫折檻 （7月19日、ラハイナ東海）…オムニバス作品
- 高額アルバイト料の代償に犯される家庭教師 （7月19日、ラハイナ東海）…オムニバス作品
- 女子高生 お掃除フェラ （7月25日、竜宮城）…オムニバス作品
- 妹の処女が欲しい （8月5日、ドリームチケット）
- SOD女子社員 男湯内特設マットで素人男性相手におもてなし研修 （8月7日、SODクリエイト）
- 女子高生のセンズリお手伝い （8月8日、映天）…オムニバス作品
- 名門女子校専属整体 性器破壊失神ドリルアクメ盗撮 （9月27日、ラハイナ東海）…オムニバス作品
- KARMAファン感謝祭 コレで見納めロリロリバスツアーFINAL （10月13日、カルマ）
- ちゅぱれず （10月20日、アイリング）…オムニバス作品
- 男女の立場が完全逆転!!とってもエッチで不思議なパラレルワールド （10月23日、SODクリエイト）
- S-Cute EX 23 （10月24日、S-Cute）…オムニバス作品
- （裏）手コキクリニック ～完全版～ 性交クリニック メガチ○ポ看護編 （11月6日、SODクリエイト）
- ヒロイン討伐 Vol.39 （11月14日、GIGA）
- 可愛い女の子達のディルドオナニー （11月21日、OFFICE K'S）…オムニバス作品
- kawaii*女学園パラダイス♥ 美少女14人が学校でセックchu♥ 4時間 （11月22日、kawaii*）
- まん汁つきパンツを頭にかぶせ手コキ発射後小便をかける女子校生 『射精をなじり小便をぶっかける』 （11月25日、アイリング）…オムニバス作品
- 街で声をかけた女の子にセンズリを見てもらう （11月29日、ラハイナ東海）…オムニバス作品
- 院内の美人看護婦は本当にヤれる? （12月25日、竜宮城）…オムニバス作品
- 名門女子校生 剣道部 もえ （12月26日、メディアステーション）